# Aeródromo Kobler
El Aeródromo Kobler  (en inglés: Kobler Field) es un antiguo campo de aviación de la época de la Segunda Guerra Mundial localizada en la isla de Saipán en las Islas Marianas del Norte un territorio dependiente de Estados Unidos  en el Océano Pacífico. Fue cerrado en 1977 y reconstruido como un área para construir viviendas. El campo Kobler fue construido entre agosto y octubre de 1944 cerca Aslito en el extremo sur de Saipán como una base aérea.
El aeródromo de Kobler funcionó como campo de aviación principal en Saipán hasta el 25 de julio de 1976 cuando las operaciones se trasladaron al aeropuerto internacional de Saipán.